# Brignoles
Brignoles je francouzská obec v departementu Var v regionu Provence-Alpes-Côte d'Azur. V roce 2010 zde žilo 16 368 obyvatel. Je centrem arrondissementu Brignoles.

## Vývoj počtu obyvatel
Počet obyvatel